# Limerick (by)
 For alternative betydninger, se Limerick. (Se også artikler, som begynder med Limerick)
Limerick (irsk: Luimneach, Lom na nEach = den åbne bare plads ... til heste) er mellemstor by og administrativt centrum i County Limerick i provinsen Munster i den midtvestlige del af Republikken Irland.
Limerick har 62.702 (2022) indbyggere og ligger ved floden Shannon, som krydses af tre større broer nær byens centrum. Med forstæder har den 90.757 (2006) indbyggere.

## Historie
Byen blev grundlagt i forbindelse med vikingernes ankomst i 812, men det er tegn på, at der har været bosættelser. I det 12. århundrede blev den omstruktureret af normannerne, som blandt andet byggede King John's Castle og St. Mary's katedral.
Under borgerkrigene i det 17. århundrede havde byen en vigtig rolle. Den blev belejret af Oliver Cromwell i 1651 og to gange af Vilhelm 3. af England i omkring 1690.
I det 18. århundrede begyndte byen at vokse og udviklede sig til en velhavende handelsby. Det irske oprør 1798 og den efterfølgende lov "Act of Union 1800" førte til nedgangstider for byen, som blev endnu værre under hungersnøden i Irland 1845-1849. Først i 1990'erne ændredes udviklingen med økonomisk vækst, den såkaldte «keltiske tiger»
Jernbanelinien "Waterford and Limerick Railway" forbandt fra 1848 byen med hovedlinien mellem Dublin og Cork. På grund af at flere mindre linjer blev åbnet senere i det 19. århundrede, blev Limerick et betydningsfuldt regionalt center.
Shannons Internationale lufthavn ligger ca. 20 km udenfor byen, i County Clare.

## Seværdigheder
- Hunt Museum rummer arkæologiske fund, kunstgenstande, religiøs kunst og brugskunst fra de tidligste tider og frem til oplysningstiden
- St. Mary's katedral er fra 1168 og den ældste bygning i Limerick
- St. John the Baptist er en katolsk kirke fra 1861
- Limerick Museum har bl.a samlinger om byens historie, arkæologi og Limerick sølv
- I byens omegn er der flere gamle fæstninger med mere

- Bydelene
- Shannons løb
- Limerick og floden Shannon